# Ирбайханов, Висамурад Абдурахманович
Висамурад (Мурад) Абдурахманович Ирбайханов (12 апреля 1943 — неизвестно) — советский и российский тренер по вольной борьбе, Заслуженный тренер России (30.07.1996)

## Биография
По национальности — чеченец. Старший брат тренера Исхака Ирбайханова. Является одним из первых тренеров Бувайсара и Адама Сайтиевых. Один из создателей школы имени братьев Ирбайхановых в Хасавюрте.